# André Hermsen
Andréas Hermsen, detto André (Hilversum, 13 marzo 1942), è un ex pallanuotista olandese.

## Biografia
Ha partecipato, come membro del Paesi Bassi, alle Olimpiadi di Città del Messico 1968, partecipando al torneo di pallanuoto.
È il fratello degli anch'essi pallanuotisti olimpici Henk Hermsen e Wim Hermsen.